# Vuelo transatlántico de Alcock y Brown

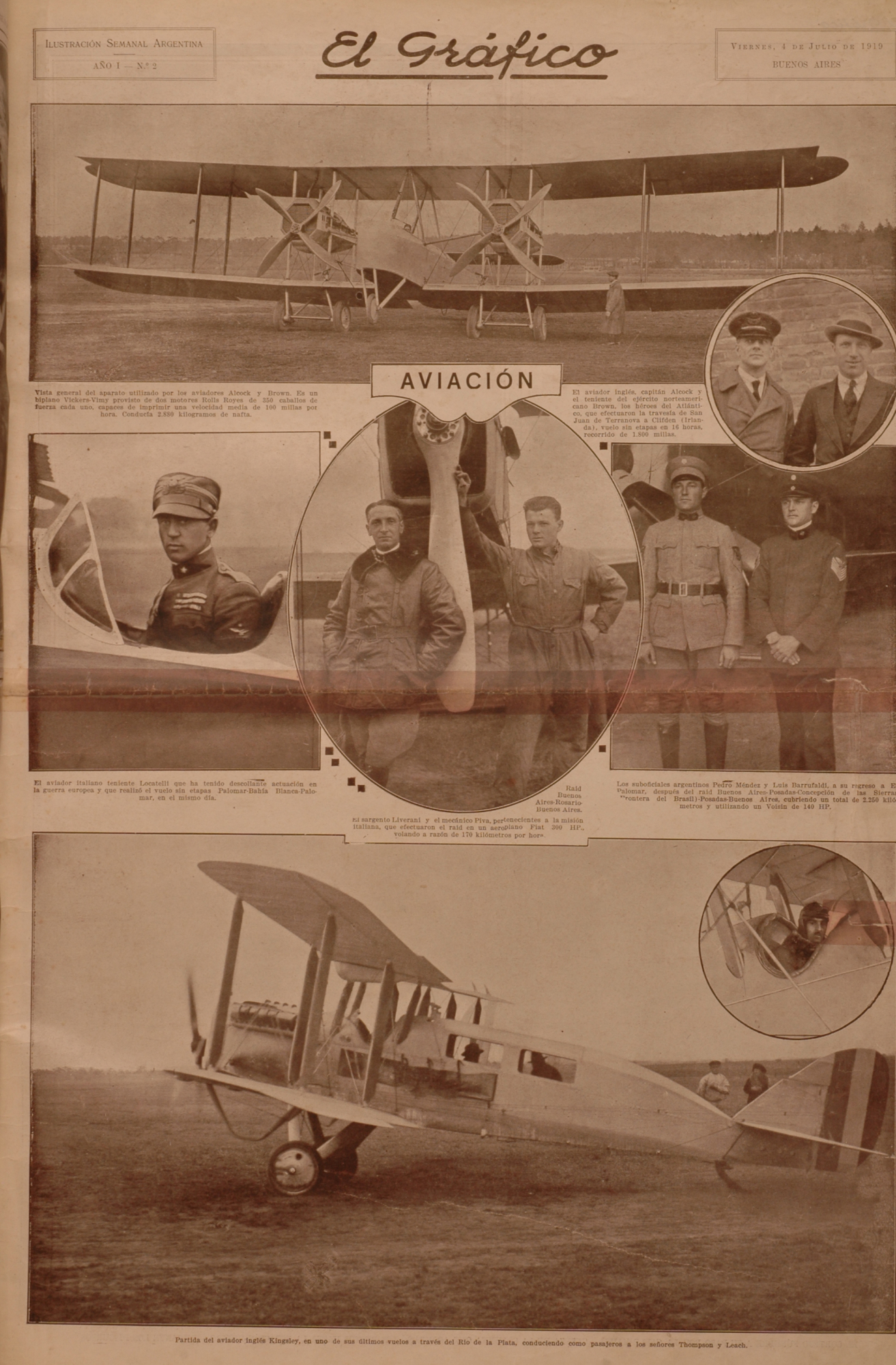
Página de El Gráfico sobre Alcok y Brown en 1919.

Los aviadores británicos John Alcock y Arthur Brown realizaron el primer vuelo transatlántico sin escalas en junio de 1919. Volaron en un bombardero de la Primera Guerra Mundial Vickers Vimy modificado, desde San Juan, Terranova (Canadá) hasta Clifden, Connemara, condado de Galway (Irlanda).
El secretario de Estado del Aire, Winston Churchill, los había presentado al concurso organizado por el diario londinense Daily Mail, en el que se ofrecía un premio de 10 000 libras al primero que cruzase el océano Atlántico en avión en «menos de 72 horas consecutivas».
El avión portaba una pequeña cantidad de correo, lo que también convirtió la travesía en el primer vuelo postal transatlántico. Los dos aviadores fueron nombrados una semana después de su hazaña Caballeros Comendadores de la Muy Excelente Orden del Imperio Británico (KBE) por el rey Jorge V en el castillo de Windsor.

## Antecedentes

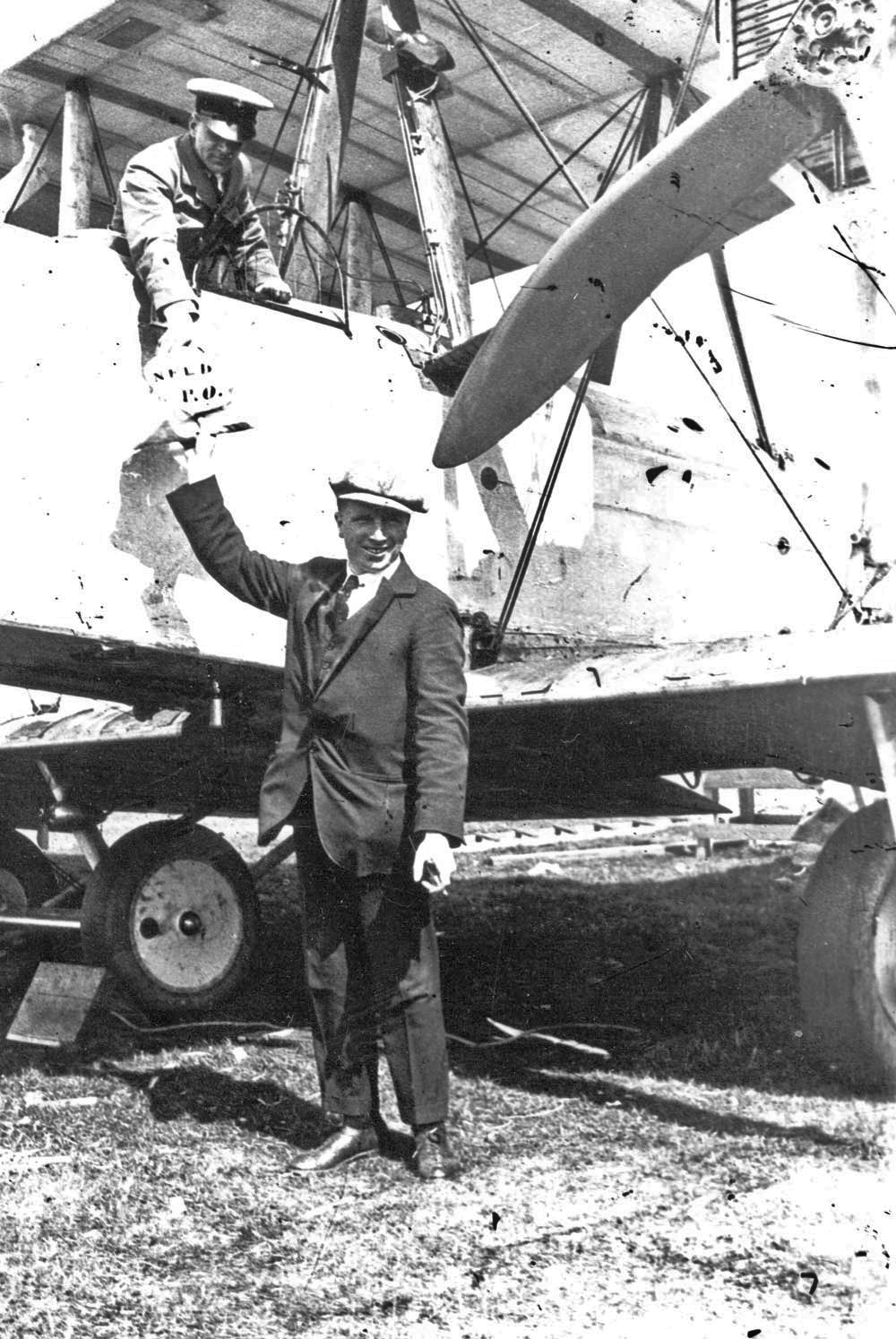
Alcock y Brown cargando el correo

John William Alcock nació en 1892 en Basford House, en Seymour Grove, Firswood, Mánchester, Inglaterra. Conocido por su familia y amigos como "Jack", se interesó en volar a la edad de diecisiete años, y obtuvo su licencia de piloto en noviembre de 1912, participando habitualmente en las pruebas de aeronaves celebradas en Hendon en 1913 y 1914. Convertido en piloto militar durante la Primera Guerra Mundial, fue hecho prisionero en la batalla de Galípoli debido al fallo de los motores de su bombardero Handley Page sobre el golfo de Saros. Después de la guerra, Alcock quiso continuar su carrera de piloto y se fijó en el reto de intentar ser el primero en volar sin escalas a través del Atlántico.
Arthur Whitten Brown nació en Glasgow, Escocia en 1886, hijo de padres estadounidenses. Al poco tiempo la familia se trasladó a Mánchester. Conocido entre sus amigos como "Teddie", comenzó la carrera de ingeniería antes del estallido de la Primera Guerra Mundial. Brown también fue prisionero de guerra, después de ser derribado sobre Alemania. Una vez liberado y de nuevo en Gran Bretaña, continuó desarrollando sus conocimientos de navegación aérea.
En abril de 1913, el periódico Daily Mail de Londres ofreció un premio de 10 000 libras al

...aviador que cruce en primer lugar el Atlántico en un aeroplano volando desde algún punto de Estados Unidos, Canadá o Terranova hasta algún punto de Gran Bretaña o Irlanda en un máximo de 72 horas consecutivas.

La competición quedó suspendida por el inicio de la guerra en 1914, pero fue reabierta tras la declaración del armisticio en 1918.
Durante su cautiverio, Alcock se propuso sobrevolar el Atlántico algún día. Después de la guerra, contactó con la empresa de aviación e ingeniería Vickers de Weybridge, que había considerado intentar el reto transatlántico con su bombardero bimotor Vickers Vimy IV, pero que aún no había encontrado un piloto. El entusiasmo de Alcock impresionó al equipo de Vickers, que estuvo de acuerdo en nombrarle su piloto. El trabajo comenzó por convertir el Vimy para adaptarlo al vuelo de larga distancia, reemplazando la bodega de carga de las bombas por tanques de gasolina adicionales. Poco después, Brown, por entonces sin empleo, se dirigió a Vickers en busca de un puesto de trabajo, cuando sus conocimientos de orientación de larga distancia convencieron a la empresa para designarle como navegante de Alcock.

## Vuelo

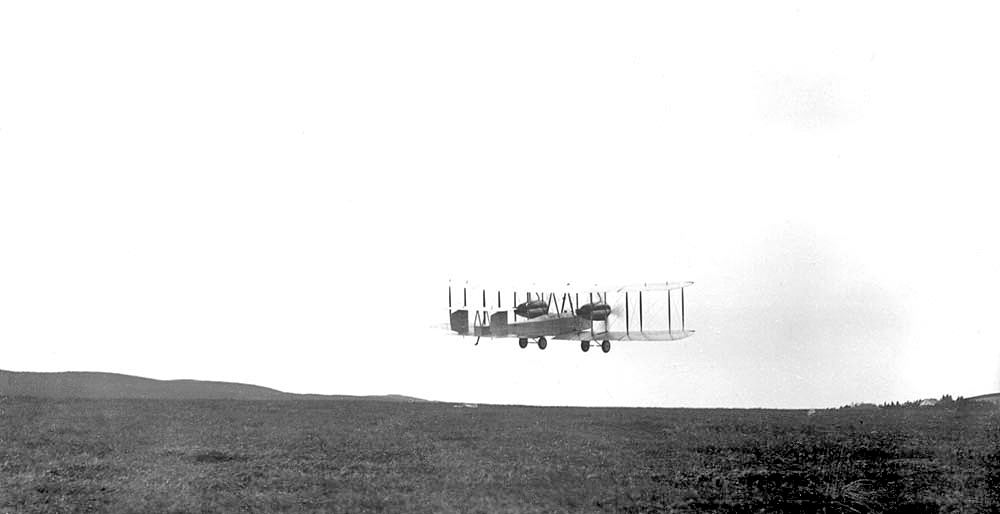
Alcock Y Brown despegando de St. John, Newfoundland (1919)

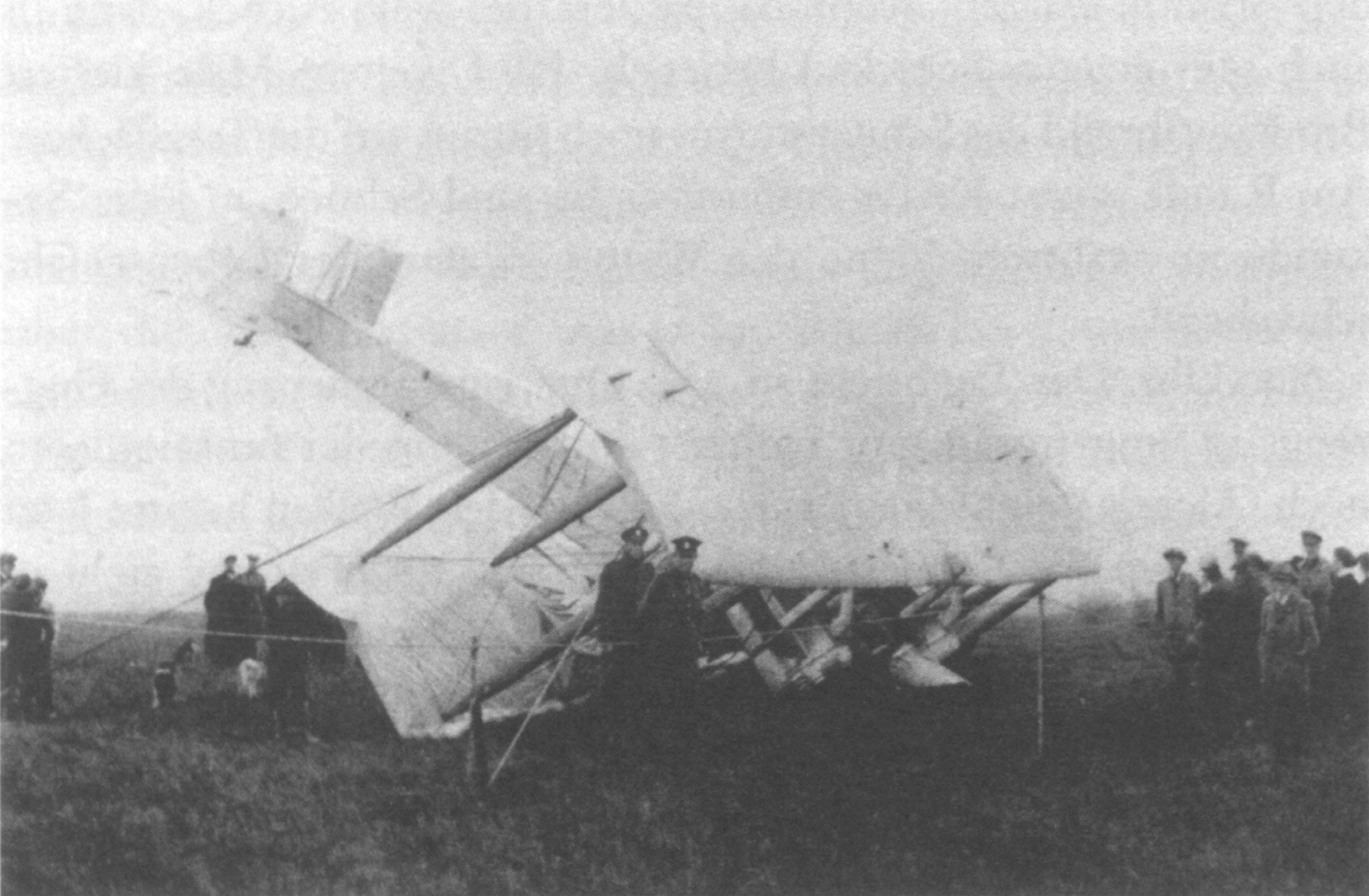
Aterrizaje de Alcock y Brown en Irlanda (1919)

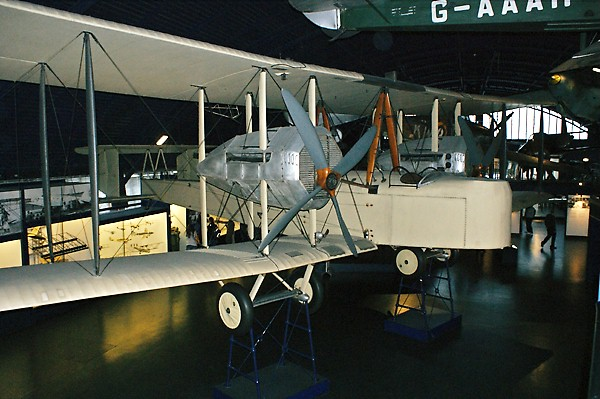
Vickers Vimy de Alcock y Brown en el Museo de Ciencias de Londres

Varios equipos ya se habían inscrito en la competición cuando Alcock y Brown llegaron a St. John, Newfoundland. El equipo de Handley Page estaba en la fase final de probar su aeronave para el vuelo, pero su director, el Almirante Mark Kerr, había decidido que no se volaría hasta que el avión estuviera en perfectas condiciones. El equipo de Vickers puso su avión a punto a toda velocidad, y sobre la 1:45 p. m. del 14 de junio, mientras el equipo de Handley Page realizaba otra prueba, el Vickers despegó del campo de aviación de Lester con rumbo a Europa. Alcock y Brown pilotaban un Vickers Vimy modificado, propulsado por dos motores Rolls-Royce Eagle de 360 hp cada uno, puestos a punto desde el punto de despegue por un equipo de Rolls Royce dirigido por el ingeniero Eric Platford.
No fue un vuelo fácil. La aeronave sobrecargada tuvo dificultades para despegar desde la bacheada pista y solo a duras penas consiguió superar las copas de los árboles mientras ganaba altura. A las 17:20 falló el generador eléctrico accionado por el aire, privándoles de contacto radiofónico, de los intercomunicadores y de la calefacción.
Un tubo de escape estalló poco después, causando un ruido ensordecedor que hacía la conversación imposible tras el fallo del intercomunicador.
A las 5:00 p. m. tuvieron que volar a través de una espesa niebla. Esto suponía un problema grave, porque impedía navegar a Brown utilizando su sextante. El vuelo a ciegas en la niebla o entre nubes solo puede desarrollarse con instrumentos giroscópicos, de los que carecían, y Alcock perdió dos veces el control de la aeronave, estando a punto de estrellarse en el mar. Alcock también tuvo que enfrentarse a la avería de una llave de paso, que hizo que se sobrecargase el morro del avión a medida que se iba consumiendo el combustible.
A las 12:15 a. m., Brown por fin consiguió echar un vistazo a las estrellas y pudo utilizar su sextante, determinando que se hallaban en el rumbo correcto.
Sus trajes de calefacción eléctricos habían fallado, por lo que pasaron mucho frío en la cabina abierta del avión, aunque el café que llevaban estaba "reforzado" con whiskey.
Sobre las 3:00 a. m., atravesaron una gran tormenta. Quedaron empapados por la lluvia, sus instrumentos a punto de congelarse, y con el avión en peligro por la formación de hielo, lo que podía hacerlo ingobernable. Los carburadores también estaban helándose; y se ha dicho incluso que Brown tuvo que subirse a las alas en pleno vuelo para limpiar los motores, a pesar de que nunca hizo ninguna mención a este hecho.
Por fin tomaron tierra en el Condado de Galway a las 8:40 a. m. del 15 de junio de 1919, no muy lejos del lugar de aterrizaje previsto, tras menos de dieciséis horas de tiempo de vuelo.
La aeronave sufrió daños en el aterrizaje al hincarse de morro debido a que el lugar elegido desde el aire resultó ser una zona pantanosa, aunque los aviadores no sufrieron ningún daño de importancia.
Brown afirmó que si hubieran tenido mejores condiciones meteorológicas, seguramente podrían haber llegado hasta Londres.
Su altitud varió entre el nivel de mar y los 12.000 pies (3700 m). Partieron con 865 galones imperiales (3900 litros) de combustible, conservando todavía una tercera parte del combustible cuando tomaron tierra. Pasaron alrededor de catorce horas y media sobre el Atlántico Norte, cruzando la costa a las 4:28 p. m., después de haber volado 1890 millas (3040 km) en 15 horas 57 minutos a una velocidad media de 115 mph (185 km/h). Su primera entrevista tras aterrizar en Irlanda fue realizada por Tom 'Cork' Kenny del Connacht Tribune.

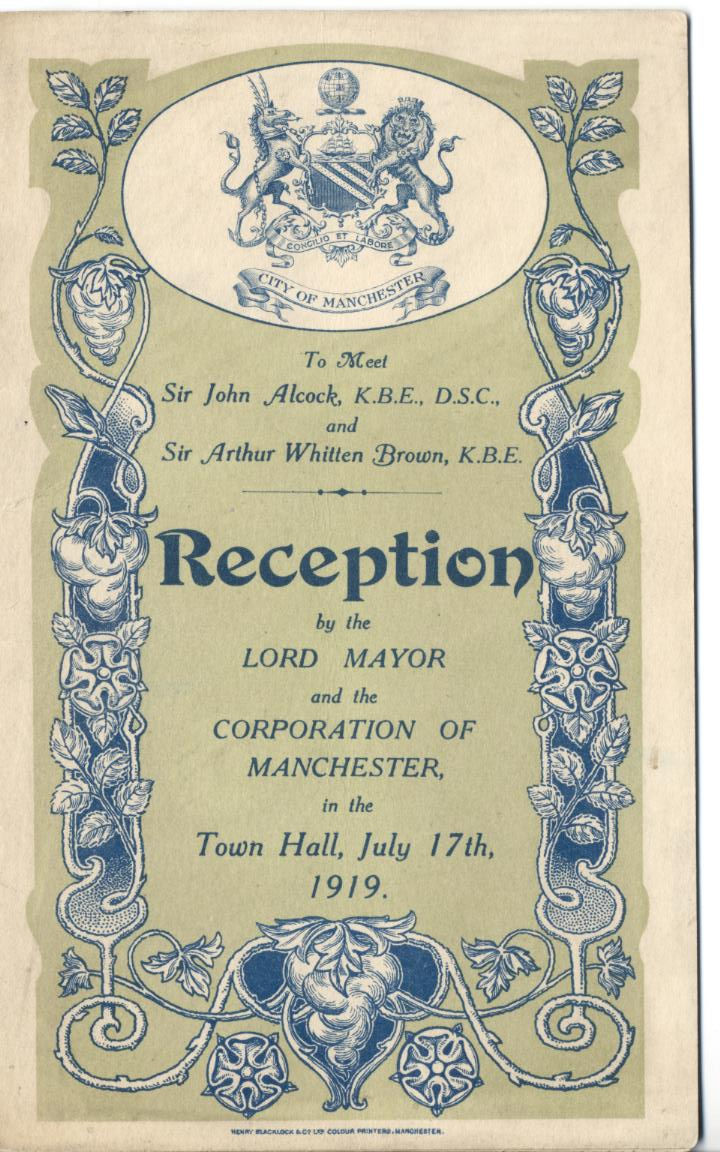
Cubierta de programa de recepción cívica para Alcock & Brown, ofrecido por el Consistorio de Mánchester el 17 de julio de 1919

Alcock y Brown fueron recibidos como héroes tras la conclusión de su vuelo. Además del premio de 10.000 libras del Daily Mail, la tripulación recibió 2000 guineas (2100 libras) de la Compañía de Tabaco Ardath y otras 1000 libras por parte de Lawrence R. Phillips por ser los primeros británicos en sobrevolar el océano Atlántico. Ambos fueron nombrados caballeros por el Rey Jorge V unos cuantos días más tarde.
Alcock y Brown volaron a Mánchester el 17 de julio de 1919, donde se les homenajeó con una recepción cívica por parte del Alcalde y del Consistorio de la ciudad, así como una serie de premios para conmemorar su hazaña.

### Monumentos
Alcock murió el 18 de diciembre de 1919 al estrellarse cerca de Rouen mientras volaba en el nuevo Vickers Viking anfibio al Salón Aeronáutico de París. Brown murió el 4 de octubre de 1948.

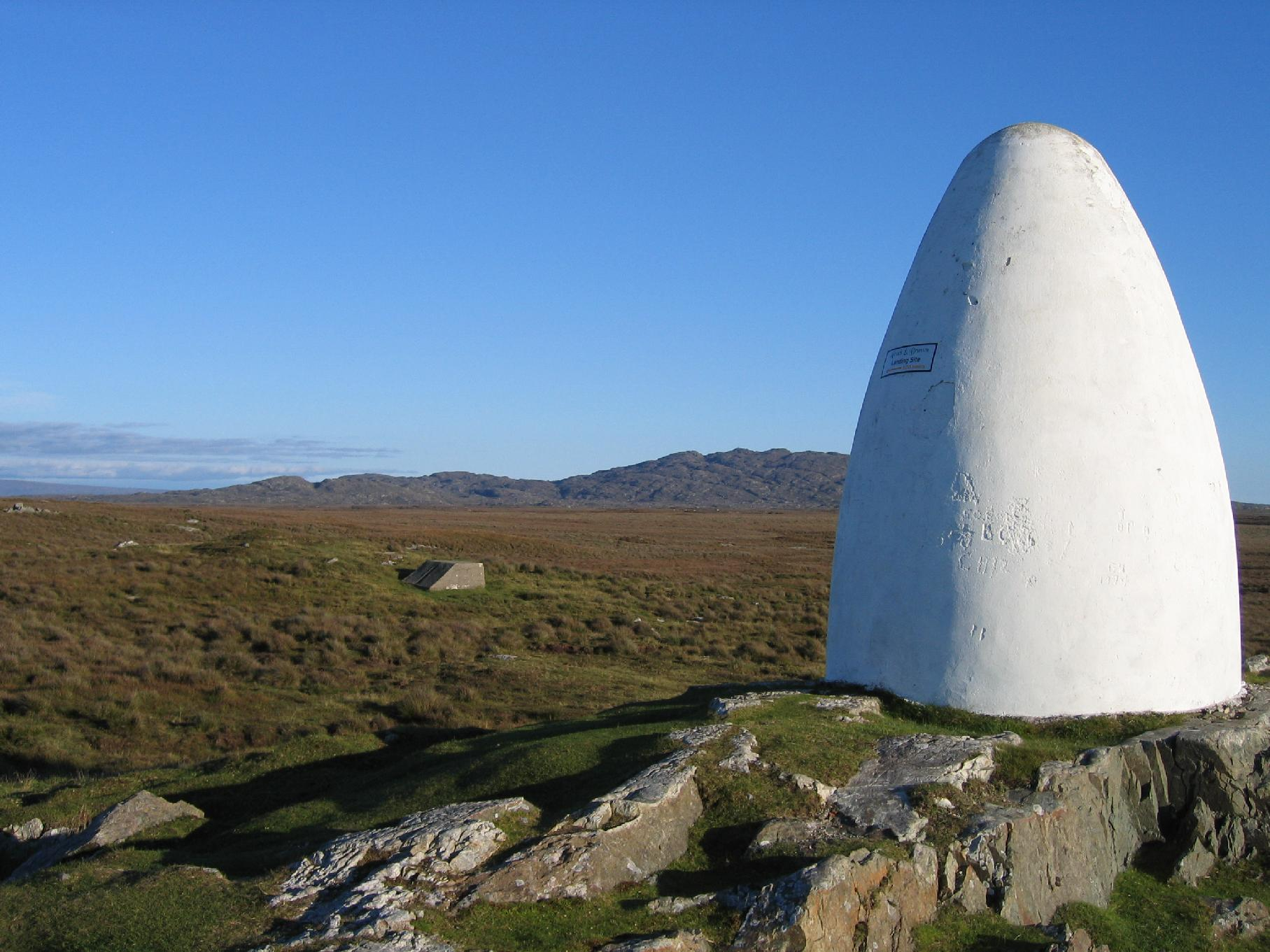
Lugar del aterrizaje en el Condado de Galway

Dos monumentos que conmemoran el vuelo están situados cerca del lugar de aterrizaje en el Condado de Galway, Irlanda. El primero es un mojón aislado, situado a cuatro kilómetros al sur de Clifden, en el lugar desde el que la primera estación inalámbrica transatlántica de Marconi transmitió a Londres la noticia del éxito de los aviadores, localizado a unos 500 metros del punto donde aterrizaron. Además existe una escultura con la forma de la cola de un avión en la colina de Errislannan (dos kilómetros al norte del lugar del aterrizaje), inaugurado el 15 de junio de 1959 con ocasión del cuadragésimo aniversario del vuelo transatlántico.

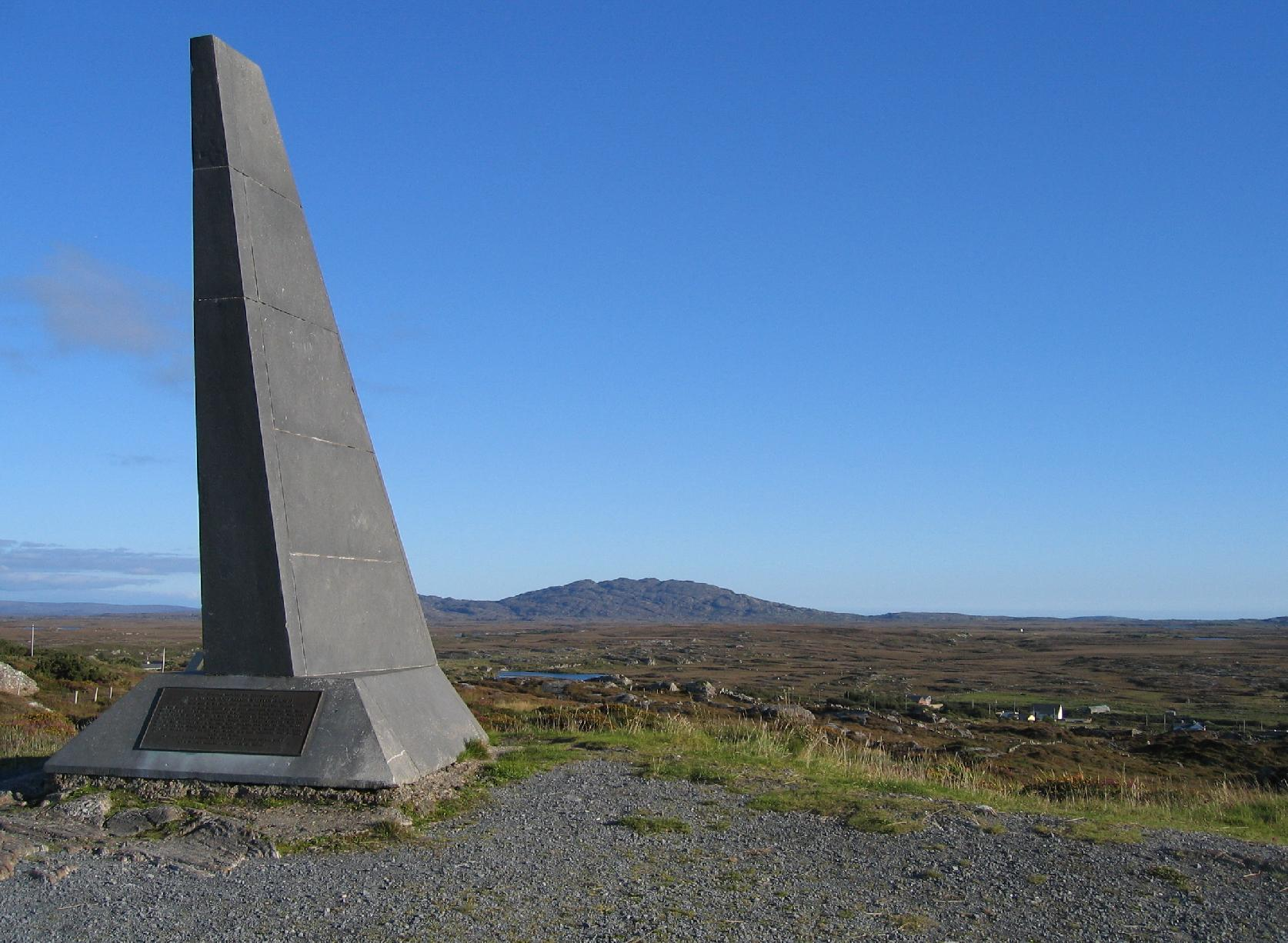
Monumento conmemorativo, Condado de Galway

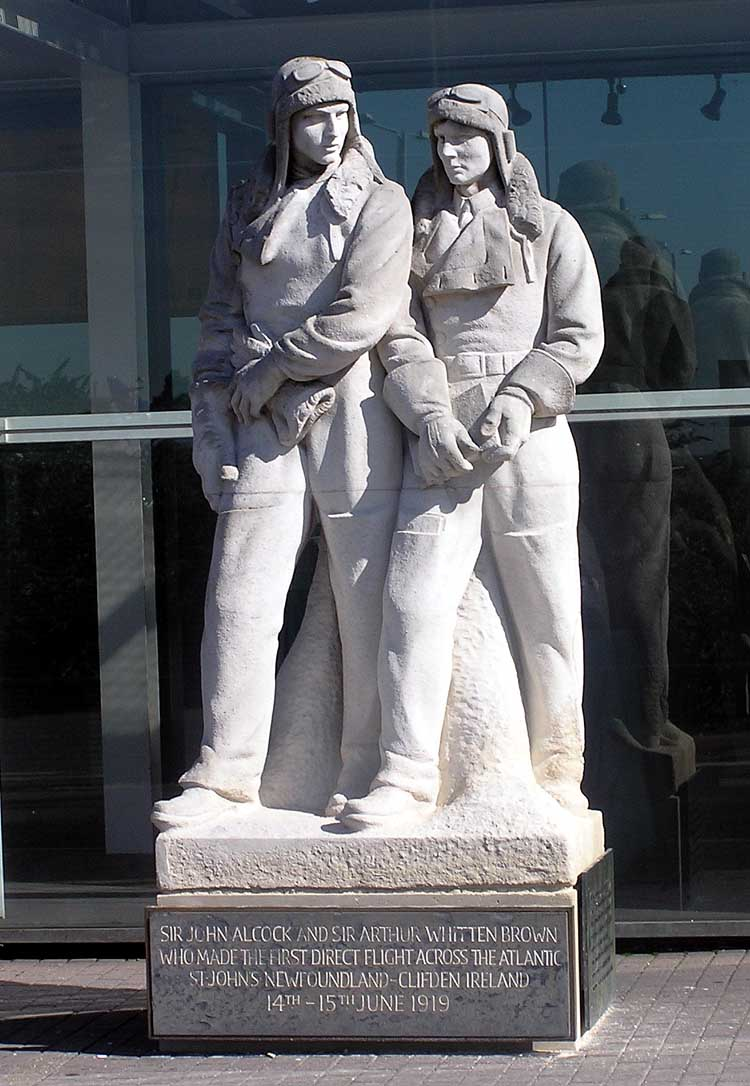
Estatua de Alcock y Brown en el Aeropuerto de Heathrow (Londres)

Tres monumentos marcan el punto de partida del vuelo en Newfoundland. Uno fue levantado por el gobierno de Canadá en 1954, en el cruce de la carretera de Lemarchant con la calle Patrick en St. John. Un segundo monumento está localizado en la carretera de Lemarchant; mientras que el tercero (inaugurado por el entonces Premier de Newfoundland, Joey Smallwood) se halla en la carretera de Blackmarsh.
Se erigió una estatua conmemorativa en el Aeropuerto de Londres-Heathrow en 1954 para conmemorar su vuelo. También existe un monumento conmemorativo en el Aeropuerto de Mánchester, a menos de 8 millas del lugar de nacimiento de John Alcock. Su aeronave (reconstruida por la Compañía Vickers) se conserva en el Museo de Ciencias, en barrio de South Kensington (Londres).
El Correo Real emitió el 2 de abril de 1969 un sello conmemorativo del 50.º aniversario del vuelo.

### Memorabilia
El 19 de marzo de 2017 se emitió en el Reino Unido una edición del programa de televisión Antiques Roadshow, en el que la nieta de un primo de Alcock presentó un manuscrito transportado en el vuelo transatlántico. La nota, valorada en unas 1000 libras, contiene el texto siguiente:
| The Cochrane, St John; 12 de junio de 1919. Mi querida Elsie, justo unas líneas apresuradas antes de partir. Esta carta viajará conmigo en la bolsa de correo oficial, el primer correo en ser llevado sobre el Atlántico. Amor para todos, de vuestro querido hermano: Jack. |

## Otras travesías
Dos semanas antes del vuelo de Alcock y Brown, el primer vuelo transatlántico había sido realizado por el NC-4, un hidroavión de la Marina de los Estados Unidos, pilotado por el Comandante Albert Cushing Read, que voló desde la Estación Aeronaval de Rockaway, Nueva York hasta Plymouth con una tripulación de cinco hombres, a lo largo de 23 días, y con seis paradas a lo largo de la travesía. Este vuelo no cumplía las bases del premio del Daily Mail, dado que duró más de 72 horas consecutivas y también porque se utilizó más de una aeronave en el intento.
Un mes después del éxito de Alcock y Brown, el dirigible británico R34 hizo el primer cruce doble del Atlántico, llevando a bordo 31 personas (una como polizón) y un gato; 29 miembros de la tripulación, más dos ingenieros de vuelo y un observador americano diferente, volaron de vuelta hacia Europa.
El 2 y el 3 de julio de 2005, el aventurero americano Steve Fossett y su copiloto Mark Rebholz reprodujeron el vuelo en una réplica del Vickers Vimy. No aterrizaron en el pantano cercano a Clifden, sino a unas cuantas millas de distancia, en el campo de golf de Connemara. Tuvieron que contratar los servicios de un mecánico de motores local para que fabricase a mano una pieza de repuesto del avión.
Una réplica del Vimy, NX71MI, fue construida en Australia y los EE. UU. en 1994 por el estadounidense Peter McMillan, quien voló con ella desde Inglaterra a Australia con el australiano Lang Kidby ese mismo año, rememorando el primer vuelo Inglaterra-Australia protagonizado por Ross & Keith Smith con el Vimy G-EAOU en 1919. En 1999, Mark Rebholz y John LaNoue repitieron el primer vuelo de Londres a Ciudad del Cabo con esta misma réplica, y a finales de 2006 el avión fue donado al Museo Brooklands en Weybridge, Surrey. Después de realizar una visita especial a Clifden en junio de 2009 con ocasión del 90 aniversario del vuelo de Alcock y Brown (pilotado por John Dodd y Clive Edwards), y algunas exhibiciones de vuelo públicas finales en el Goodwood Revival en septiembre, el Vimy hizo su vuelo final el 15 de noviembre de 2009 desde Dunsfold Park a Brooklands tripulado por John Dodd (piloto), Clive Edwards y Peter McMillan. Retirado de volar para el futuro próximo, es exhibido en el hangar del Museo Bellman, aunque continuará su manteniendo para que siga en condiciones de volar.
Una de las hélices del Vickers Vimy se le entregó a Brown, quien la mantuvo colgada en la pared de su oficina en Swansea durante años antes de regalársela al RAF College Cranwell. Se cree que estuvo expuesta en la Oficina de Carreras de la RAF en Holborn hasta 1990. Actualmente se piensa que es utilizada como ventilador de techo en el Restaurante Luigi Malone de Cork, Irlanda.
La otra hélice, de número de serie G1184.N6, fue originalmente entregada al director de los talleres de Brooklands, Percy Maxwell Muller, y permaneció colgada durante muchos años dentro de la terminal transatlántica (Terminal 3) en el Aeropuerto de Londres-Heathrow. En octubre de 1990 fue donada por la BAA (a través de su antiguo presidente, Sir Peter Masefield) al Museo de Brooklands, donde se ha motorizado formando parte de un mural a escala real de un Vickers Vimy.
Como ya se ha señalado, se transportó una pequeña cantidad de correo (196 cartas y un paquete) en el vuelo de Alcock y Brown, que se convirtió en el primer vuelo postal a través del océano. El gobierno del Dominio de Terranova mataselló las estampillas con la inscripción "Correo Aéreo Transatlántico 1919".
Al aterrizar en París después de su propio vuelo transoceánico en 1927, Charles Lindbergh dijo a la multitud que le daba la bienvenida, que "¡Alcock y Brown me mostraron el camino!"

## Lecturas relacionadas
- Lynch, Brendan (2009). Yesterday We Were in America — Alcock and Brown — First to fly the Atlantic non-stop (Haynes, ISBN 978-1-84425-681-5)